# Championnats d'Europe de gymnastique artistique masculine 1996
Navigation
Édition précédente Édition suivante
Le 22e championnat d'Europe de gymnastique artistique masculine s'est déroulé à Copenhague au Danemark du 9 au 12 mai 1996.

## Résultats

### Concours général par équipe
| Rang               | Pays        | Gymnastes                                                                          | Total   |
| ------------------ | ----------- | ---------------------------------------------------------------------------------- | ------- |
| Médaille d'or      | Russie      | Aleksey Voropayev Dmitri Karbonenko Sergey Kharkov Evgeniy Podgorni Dmitriy Trush  | 171.885 |
| Médaille d'argent  | Ukraine     | Hryhoriy Misyutin Oleh Kosiak Oleksandr Svitlychnyy Rustam Sharipov Yuriy Yermakov | 171.285 |
| Médaille de bronze | Biélorussie | Vitaly Scherbo Ivan Ivankov Andrei Kan Vitaly Rudnitski Alexander Shostak          | 170.997 |
| 4                  | Allemagne   | Waleri Belenki Uwe Billerbeck Jan-Peter Nikiferow Marius Toba Oliver Walther       | 169.848 |
| 5                  | Bulgarie    | Cristian Ivanov Kalofer Hristozov Ivan Ivanov Krasimir Dounev Jordan Jovtchev      | 169.435 |
| 6                  | Roumanie    | Cristian Leric Nistor Sandro Nicu Stroia Adrianen Ianculescu Rares Orzata          | 168.037 |
| 7                  | France      | Eric Poujade Patrice Casimir Thierry Aymes Sébastien Darrigade Samuel Dumont       | 167.924 |
| 8                  | Italie      | Yuri Chechi Boris Preti Ruggero Rossato Andrea Massucchi Roberto Galli             | 167.424 |

### Concours général individuel
| Rang               | Gymnaste                    | Sol   | Cheval d'arçon | Anneaux | Saut  | Barres parallèles | Barre fixe | Total  |
| ------------------ | --------------------------- | ----- | -------------- | ------- | ----- | ----------------- | ---------- | ------ |
| Médaille d'or      | Ivan Ivankou (BLR)          | 9.637 | 9.737          | 9.675   | 9.650 | 9.687             | 9.512      | 57.898 |
| Médaille d'argent  | Vitaly Scherbo (BLR)        | 9.725 | 9.600          | 9.475   | 9.687 | 9.725             | 9.662      | 57.874 |
| Médaille de bronze | Alexei Voropaev (RUS)       | 9.525 | 9.300          | 9.662   | 9.762 | 9.537             | 9.750      | 57.536 |
| 4                  | Jordan Jovtchev (BUL)       | 9.562 | 9.550          | 9.737   | 9.475 | 9.550             | 9.325      | 57.199 |
| 5                  | Yuri Chechi (ITA)           | 9.300 | 9.475          | 9.762   | 9.150 | 9.600             | 9.475      | 56.762 |
| 6                  | Zoltán Supola (HUN)         | 9.425 | 9.675          | 9.325   | 9.575 | 9.500             | 9.100      | 56.600 |
| 7                  | Patrice Casimir (FRA)       | 9.175 | 9.700          | 9.437   | 9.400 | 9.350             | 9.462      | 56.524 |
| 8                  | Oleksandr Svitlychnyy (UKR) | 9.250 | 9.125          | 9.437   | 9.487 | 9.450             | 9.625      | 56.374 |
| 9                  | Aleksei Demianov (CRO)      | 9.225 | 9.075          | 9.637   | 9.300 | 9.637             | 9.400      | 56.274 |
| 10                 | Dmitri Karbonenko (RUS)     | 9.575 | 9.700          | 9.125   | 9.225 | 9.150             | 9.375      | 56.150 |
| 11                 | Cristian Leric (ROU)        | 8.575 | 9.525          | 9.325   | 9.587 | 9.550             | 9.275      | 55.837 |
| 12                 | Ilia Giorgadze (GEO)        | 9.075 | 9.250          | 9.000   | 9.075 | 9.400             | 9.425      | 55.225 |
| 13                 | Jurgen Van Eetvelt (BEL)    | 9.150 | 8.900          | 9.300   | 9.050 | 9.175             | 9.250      | 54.825 |
| 14                 | Jiri Firt (CZE)             | 9.000 | 9.200          | 9.125   | 9.175 | 8.725             | 9.425      | 54.650 |
| 14                 | Lee McDermott (GBR)         | 9.150 | 8.550          | 9.375   | 9.175 | 9.100             | 9.300      | 54.650 |
| 16                 | Ayalon Yuval (ISR)          | 9.125 | 8.900          | 9.175   | 9.150 | 9.050             | 9.150      | 54.550 |
| 17                 | Rasmus Brandtoft (DEN)      | 8.950 | 8.800          | 9.225   | 9.475 | 8.600             | 9.375      | 54.425 |
| 18                 | Thomas Zimmermann (AUT)     | 8.900 | 8.750          | 8.975   | 9.200 | 9.200             | 9.125      | 54.150 |
| 19                 | Flemming Solberg (NOR)      | 8.975 | 9.300          | 8.550   | 9.025 | 8.975             | 9.275      | 54.100 |
| 19                 | Magnus Rosengren (SWE)      | 9.225 | 8.325          | 9.200   | 9.550 | 8.575             | 9.225      | 54.100 |
| 21                 | Espen Jansen (NOR)          | 9.050 | 8.675          | 9.250   | 9.100 | 8.775             | 9.075      | 53.925 |
| 22                 | Dominic Brindle (GBR)       | 9.150 |                |         | 9.100 | 9.175             | 8.075      | 35.500 |
| 23                 | Michael Engeler (SUI)       | 8.975 | 8.550          | 8.875   |       |                   | 8.800      | 35.200 |
| 24                 | Valeri Belenki (GER)        |       |                |         |       | 8.950             | 8.850      | 17.800 |

### Finales par engins

#### Sol
| Rang | Gymnaste              | Total |
| ---- | --------------------- | ----- |
| 1    | Vitaly Scherbo        | 9.800 |
| 2    | Eugeni Podgorni       | 9.725 |
| 3    | Grigory Misutin       | 9.687 |
| 4    | Thierry Aymes         | 9.650 |
| 5    | Vitaly Rudnitski      | 9.625 |
| 6    | Alexei Voropaev       | 9.612 |
| 7    | Alexandre Svetlichnyi | 9.275 |
| 8    | Magnus Rosengren      | 9.000 |

#### Cheval d'arçon
| Rang | Gymnaste          | Total |
| ---- | ----------------- | ----- |
| 1    | Donghua Li        | 9.812 |
| 2    | Ivan Ivankov      | 9.750 |
| 3    | Patrice Casimir   | 9.712 |
| 4    | Eric Poujade      | 9.700 |
| 4    | Andrei Kan        | 9.700 |
| 6    | Zoltan Supola     | 9.687 |
| 7    | Kalofer Hristozov | 9.575 |
| 8    | Dmitri Karbonenko | 9.075 |

#### Anneaux
| Rang | Gymnaste              | Total |
| ---- | --------------------- | ----- |
| 1    | Yuri Chechi           | 9.837 |
| 2    | Jordan Jovtchev       | 9.750 |
| 2    | Marius Toba           | 9.750 |
| 4    | Ivan Ivankov          | 9.737 |
| 5    | Nistor Sandro         | 9.600 |
| 5    | Valeri Belenki        | 9.600 |
| 7    | Alexei Voropaev       | 9.575 |
| 8    | Alexandre Svetlichnyi | 9.475 |

#### Saut
| Rang | Gymnaste          | Total |
| ---- | ----------------- | ----- |
| 1    | Vitaly Scherbo    | 9.643 |
| 2    | Dieter Rehm       | 9.556 |
| 3    | Cristian Leric    | 9.512 |
| 4    | Alexei Voropaev   | 9.437 |
| 5    | Samuel Dumont     | 9.425 |
| 6    | Magnus Rosengren  | 9.406 |
| 7    | Zoltan Supola     | 9.400 |
| 8    | Dmitri Karbonenko | 9.162 |

#### Barres parallèles
| Rang | Gymnaste         | Total |
| ---- | ---------------- | ----- |
| 1    | Vitaly Scherbo   | 9.725 |
| 1    | Rustam Charipov  | 9.725 |
| 3    | Ivan Ivankov     | 9.712 |
| 4    | Valeri Belenki   | 9.650 |
| 5    | Ivan Ivanov      | 9.575 |
| 6    | Nistor Sandro    | 9.550 |
| 7    | Yuri Chechi      | 9.487 |
| 8    | Aleksei Demianov | 9.475 |

#### Barre fixe
| Rang | Gymnaste              | Total |
| ---- | --------------------- | ----- |
| 1    | Krasimir Dounev       | 9.762 |
| 1    | Alexei Voropaev       | 9.762 |
| 3    | Vitaly Scherbo        | 9.725 |
| 3    | Alexandre Svetlichnyi | 9.725 |
| 5    | Omar Cortes           | 9.675 |
| 5    | Sergei Charkov        | 9.675 |
| 7    | Zoltan Supola         | 9.650 |
| 8    | Boris Preti           | 9.612 |

## Tableau des médailles
| 1 | {{country data {{{1}}} | Pays/callback | name = | variant= | size= }} | ? | ? | ? | ? |
| 2 | {{country data {{{1}}} | Pays/callback | name = | variant= | size= }} | ? | ? | ? | ? |
| 3 | {{country data {{{1}}} | Pays/callback | name = | variant= | size= }} | ? | ? | ? | ? |
| 4 | {{country data {{{1}}} | Pays/callback | name = | variant= | size= }} | ? | ? | ? | ? |
| 5 | {{country data {{{1}}} | Pays/callback | name = | variant= | size= }} | ? | ? | ? | ? |
| 6 | {{country data {{{1}}} | Pays/callback | name = | variant= | size= }} | ? | ? | ? | ? |
| 7 | {{country data {{{1}}} | Pays/callback | name = | variant= | size= }} | ? | ? | ? | ? |
| 8 | {{country data {{{1}}} | Pays/callback | name = | variant= | size= }} | ? | ? | ? | ? |